# Yrjö Gunaropulos

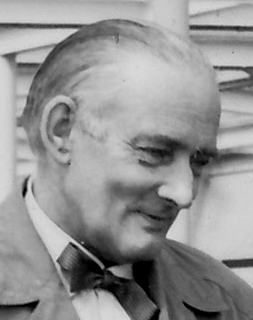
Yrjö Gunaropulos 1966.

Yrjö (Georg) Gunaropulos, född 28 maj 1904 i Sankt Petersburg, Kejsardömet Ryssland, död 28 maj 1968 i Helsingfors, var en finländsk musiker, kompositör och orkesterledare.
Bröderna Yrjö, Anatol och Viktor Gunaropulos föddes i en grekisk familj i Sankt Petersburg. Efter ryska revolutionen flydde familjen till Sordavala och Gunaropulos fick sin musikaliska utbildning i Helsingfors. Vid Helsingfors musikinstitut, nuvarande Konstuniversitetets Sibelius-Akademi, studerade han fiol, vilket han utövat redan i Ryssland, och läste komposition för Erkki Melartin.
1924 blev Gunaropulos banjoist och violinist i jazzorkestern Zamba och Anatol engagerades i en annan ensemble. Senare på 1920-talet bildade bröderna en kvartett som uppträdde på restaurangen på Tammerfors teater och på scener i Kuopio. Alvar Kosunen och flera andra notabla jazzmusiker anslöt sig till orkestern. Både Yrjö och Anatol spelade en tid i François de Godzinskys jazzband, men till följd av interna konflikter splittrades gruppen 1928 och Gunaropulos med flera grundade då Jolly Band. Även den gick samma öde till mötes 1929. Den sektion av orkestern som under Gunaropulos ledning började uppträda på restaurang Fennia ombildades inom kort till Melody Boys. Anatol spelade cello och piano, Viktor trummor, och som kapellmästare behärskade Yrjö Gunaropulos såväl fiol och banjo som altsaxofon och piano. Melody Boys var en av Finlands modernaste restaurangorkestrar och tog efter de amerikanska musikstilarna.
På 1920- och 1930-talen gjorde via Pohjoismainen Sähkö Oy grammofoninspelningar för Odeon med Mauno Tamminen och Heikki Tuominen som solister. Förutom svensk schlager framförde Melody Boys, även kallad Yrjön orkesteri och Kaivohuoneen orkesteri, finska folksånger som Gunaropulos arrangerat för populärmusik. Skivan Isoo-Antti med Markus Rautio som sångare från 1929 innehåller tre partier av blues, vilket gör den till Finlands första inspelning inom genren.